# 愛神之影
《愛神之影》（羅馬化：Ngao Kammathep），是一部改編自瓦萊·納瓦拉同名小說的電視劇。此劇原版由康塔納集團製作，由提拉薩·普隆根執導，蘇格拉瓦·卡那諾（Weir）與黛薇卡·霍內（Mai）領銜主演。2010年12月9日至2011年2月3日，每週三至四晚間8時25分於泰國第7電視台首播。
2023年，泰國第7電視台宣布翻拍，並公開主演為米克·通拉亞（Mik）與納塔查·拉查揚卡農（Garn），並由康塔納集團子公司Kantana Movie Town製作。2025年4月9日起，每週三至四晚間8時40分於泰國第7電視台首播。

## 劇情簡介

2010年原版劇集海報

Tien一生都被當作男孩撫養長大，因為她心懷不軌的父親Kamontat將她與華欣莊園中家庭園丁的兒子交換，留下了一枚串在項鍊上的戒指，作為了解她真實身份的關鍵。Thaksasoot爺爺去世前曾宣稱，他想要一個男孩來繼承家族姓氏，因為Tien父親的弟弟Thorn（後來也去世了）無法生育。
多年後，Kamontat尋找Tien，因為他不想讓他的養子繼承這筆錢。Thorn和Rome是最好的朋友，在決定命運的一天，Rome遇到了Tien，並將她從一種極度險惡的境地中救了出來。
Rome起初不知道Tien是女孩，就把她帶回家照顧。隨後Rome發現Tien的真實身分是Thaksasoot家族失蹤的女繼承人。幾年前，Rome被Kamontat騙走了所有財產。在復仇、憤怒和悲傷的驅使下，Rome對自己隱瞞了真相，但後來他認清了這點，並幫助Tien重回了她在家庭中應有的地位，但卻在這個過程中不知不覺地愛上了她。

## 演員陣容
註：括號內的演員姓名為小名。

### 主要演员
| 角色 （泰文）    | 角色 （羅馬拼音） | 首播年份        | 首播年份          |
| 角色 （泰文）    | 角色 （羅馬拼音） | 2010年          | 2025年            |
| ---------------- | ----------------- | --------------- | ----------------- |
| โรม              | Rome              | 蘇格拉瓦·卡那諾 | 米克·通拉亞       |
| ดอกเทียน （เทียน） | Doktien （Tien）  | 黛薇卡·霍內     | 納塔查·拉查揚卡農 |

### 其他演员
| 角色 （泰文） | 角色 （羅馬拼音）    | 首播年份              | 首播年份 |
| 角色 （泰文） | 角色 （羅馬拼音）    | 2010年                | 2025年   |
| ------------- | -------------------- | --------------------- | -------- |
| กุลชาติ         | Kullachat            | 塔拉克特·佩楚賽       |          |
| ลักษณมน        | Laksonmon            | 納塔瓦·普蘭西里瓦     |          |
| มนทิรา         | Monthira             | 查薇拉可·萬塔娜皮希固 |          |
| นภา （ภา）    | Napha （Pha）        | 伊莎貝拉·萊特         |          |
| ชาญ           | Chan                 | 帕塔納·潘蒂瓦         |          |
| ปาหนัน         | Pahnan               | 潔薩亞·維昂吉特       |          |
| กมนทัต         | Kamontat             | 翁拉吾·尼永薩         |          |
| กมัยธร （ธร）  | Kamonthorn （Thorn） | 帕特森·薩林杜         |          |

## 外部連結
- 《愛神之影2010》泰國第7電視台上的官方網站 （页面存档备份，存于）（英文）
- 《愛神之影2010》MyDramaList上的劇情簡介 （页面存档备份，存于）（英文）
- 《愛神之影2025》MyDramaList上的劇情簡介 （页面存档备份，存于）（英文）
- 豆瓣电影上《愛神之影2010》的資料 （简体中文）
- 豆瓣电影上《愛神之影2025》的資料 （简体中文）